# Nachtjagdgeschwader 3
Das Nachtjagdgeschwader 3 war eines der ersten Geschwader der Luftwaffe im Zweiten Weltkrieg, welches primär für die Nachtjagd geschaffen und eingesetzt wurde. Das Geschwader flog nach seiner Aufstellung im Oktober 1940 zunächst im Mittelmeerraum. Anschließend erfolgte der Einsatz seiner vier Gruppen vorwiegend in der Reichsluftfahrtverteidigung. Dort zeichnete das Geschwader für den Schutz des norddeutschen Küstengebietes verantwortlich. Das NJG blieb bis Kriegsende mit allen vier Gruppen im Einsatz.

## Einsätze
Die I. Gruppe des Nachtjagdgeschwaders 3 (I./NJG 3) bestand seit dem 1. Oktober 1940. Das Geschwader NJG 3 gab es allerdings zu diesem Zeitpunkt noch nicht, da nur diese Geschwadergruppe diese Bezeichnung trug. Die Gruppe ging ursprünglich aus der V. (Zerstörer-)Gruppe des Lehrgeschwaders 1 hervor und hatte deshalb noch die Geschwaderkennung L1. Von Februar bis Oktober 1941 flog die I. Gruppe Einsätze im Mittelmeerraum. Dort unter anderem gegen Malta. Am 1. September 1941 wurde die II. Gruppe aufgestellt. Einsatzräume waren Schleswig und Westerland. Die Aufstellung der III. Gruppe erfolgte am 1. November 1941 mit Flugplätzen in Stade, Nordhorn und Lüneburg, diese lag zwischen Ende 1942 und Anfang 1944 auf den dänischen Plätzen Grove und Aalborg. Taktisch unterstellt war das Geschwader der 3. Jagddivision des XII. Fliegerkorps unter dem Luftwaffenbefehlshaber Mitte, wobei der Geschwaderstab in Stade lag. Inzwischen hatte sich die Geschwaderkennung in D5 geändert. Die Hansestadt Hamburg, die vom 25. Juli bis zum 3. August 1943 bei der Operation Gomorrha bombardiert wurde, lag im Schutzbereich des Geschwaders und sowohl des Kommandierenden Generals der Jagdflieger Josef Kammhuber. Nach dem Hamburger Desaster entwickelte die Luftwaffenführung das Wilde-Sau-Nachtjagdverfahren.
Im Herbst 1943 wurde die Luftbeobachterstaffel 2 mit Sitz in Stade dem Geschwader zugeteilt. Sie wurde später in die IV. Gruppe des Geschwaders integriert. Im Frühjahr 1944 war das Geschwader wie folgt verteilt:
- Geschwaderstab: Stade
- I. Gruppe: Vechta
- II. Gruppe: Plantlünne
- III. Gruppe: Stade und die
- IV. Gruppe in Westerland auf Sylt.

Nach der alliierten Invasion in der Normandie im Juni 1944 flog das Geschwader dort an der Invasionsfront Einsätze. Im August 1944 wurde es aus diesem Einsatz zurückgezogen und geschlossen in das Reichsgebiet verlegt. Dort lag die I. Gruppe in Schleswig, die II. in Gütersloh, die III. Gruppe in Düsseldorf und die IV. Gruppe in Wittmundhafen (Ostfriesland). Dem Geschwader oblag dabei der operative Schutz des norddeutschen Küstengebiets. Dabei spezialisierten sich Teile des Geschwaders auf das Abfangen englischer Kuriermaschinen auf ihren Weg nach Schweden. Später erfolgten Einsätze in der Fernjagd über England und bei den Nachtschlaggruppen. Im November 1944 gab das Geschwader ihre IV. Gruppe an das Nachtjagdgeschwader 2 ab, erhielt aber im Gegenzug dafür die ursprüngliche III. Gruppe des gleichen Geschwaders; nunmehr allerdings unter ihrer neuen Bezeichnung IV. Gruppe NJG 3. Ende 1944 lag der Geschwaderstab immer noch in Stade, die I. Gruppe in Grove, die II. in Schleswig und Husum sowie die III. in Stade; die IV. Gruppe dagegen in Varel. Das Kriegsende erlebte das Geschwader im Raum Dänemark und Schleswig-Holstein. Das Geschwader flog ab Herbst 1944 auch einige wenige Maschinen vom Typ Focke-Wulf Ta 154.
Im Mai 1945 flog das Geschwader geschlossen unter Oberst Radusch einheitliche Maschinen vom Typ Ju 88G und gliederte sich wie folgt:
| Gruppe      | Dienstgrad | Name     |
| ----------- | ---------- | -------- |
| I. Gruppe   | Hauptmann  | Husemann |
| II. Gruppe  | Hauptmann  | Hüschens |
| III. Gruppe | Hauptmann  | Barthe   |
| IV. Gruppe  | Hauptmann  | Tober    |

## Geschwaderkommodore
| Dienstgrad | Name            | Datum                                                         |
| ---------- | --------------- | ------------------------------------------------------------- |
| Oberst     | Johann Schalk   | August 1941 bis 1. August 1943                                |
| Oberst     | Helmut Lent     | 1. August 1943 bis 7. Oktober 1944 (Unfallverletzung erlegen) |
| Oberst     | Günther Radusch | November 1944 bis 8. Mai 1945                                 |

## Bekannte Geschwaderangehörige
- Friedrich Schwab (1912–1992), war ein deutscher Kaufmann und Unternehmer